# Athelges pelagosae
Athelges pelagosae là một loài chân đều trong họ Bopyridae. Loài này được Babic miêu tả khoa học năm 1912.